# Симеон Симеонов (футболист, р. 1946)
Вижте пояснителната страница за други личности с името Симеон Симеонов.
Симеон Иванов Симеонов (26 март 1946 г. – 2 ноември 2000 г.), с прякор Мони, е легендарен български футболист, вратар. Играе футбол през 60-те и 70-те години на ХХ век. Наричан „Вратарят с магнитните ръце“.
Почти цялата му състезателна кариера преминава в Славия (София). Обявен за Футболист № 1 на България през 1968 г. Изиграва общо 184 мача в А група, в които допуска 182 гола.
С националния отбор на България участва на три световни първенства – Англия'66, Мексико'70 и Германия'74.

## Клубна кариера

### Славия (София)
Симеонов дебютира за Славия (София) на 18-годишна възраст през 1964 г. и остава в отбора до края на 1973 г. Записва общо 175 мача в А група. Със Славия печели националната купа през 1965/66. Вицешампион в първенството през 1966/67, както и бронзов медалист през 1964/65, 1965/66, 1969/70 и 1972/73. С най-добра статистика сред вратарите в първенството през сезон 1965/66, когато допуска 12 гола в 19 мача или средно по 0,63 на мач. Обявен за най-добър вратар в А група през 1966 г., 1968 г. и 1969 г.
В евротурнирите има 16 мача за Славия – 12 в Купа на носителите на купи (КНК) и 4 в Купа на панаирните градове. Твърд титуляр и основен играч в състава, който достига до полуфинал в КНК през 1966/67.
През 1968 г. е обявен за Футболист № 1 на България, а през 1969 г. получава званието „Заслужил майстор на спорта“.

### ЦСКА (София)
В началото на 1974 г. Симеонов е привлечен по спешност в ЦСКА (София), заради контузии на двамата вратари на „армейците“ Стоян Йорданов и Йордан Филипов. Дебютира за отбора на 1 март 1974 г. при победа с 4:3 срещу Черно море в среща от 20-ия кръг на А група. През пролетния полусезон записва 9 мача за клуба в първенството и става вицешампион. Играе за ЦСКА и в двете срещи с Байерн Мюнхен от четвъртфиналите на Купа на европейските шампиони 1973/74. Финалният мач в кариерата му е на 11 май 1974 г., когато ЦСКА побеждава като домакин с 5:1 Миньор (Перник) в последния кръг от сезон 1973/74.
По здравословни причини слага край на кариерата си през лятото на 1974 г. на 28-годишна възраст.

## Кариера в националния отбор
Симеонов изиграва първия си мач за националния отбор на 29 ноември 1964 г., само два месеца след като дебютира за Славия, в контрола срещу СССР, която завършва 0:0. Утвърждава се на вратата на България през 1966 г. Попада сред избраниците на Рудолф Витлачил за световното първенство в Англия'66, където играе в един мач – при загубата с 1:3 от Унгария на 20 юли 1966 г.
На 11 декември 1968 г. е на вратата на България в знаменития мач срещу световния шампион Англия на Уембли, който завършва 1:1. По време на срещата Симеонов има невероятни изяви, които впоследствие намират световен отзвук. Звездата на англичаните Боби Чарлтън му отделя специално внимание в своя учебник по футбол. „Не съм виждал вратар като него. Всеки път, когато шутирах, вдигах ръце за гол, но той вадеше топката. Положенията, които българинът хвана, се спасяват от един на сто вратари“, категоричен е Чарлтън.
На световното първенство в Мексико'70 Симеонов участва в два мача - срещу Перу и Германия. Последното му участие за националния отбор е в контрола срещу Бразилия на 14 април 1974 г. Включен е в състава и за световното първенство в Германия'74, където обаче не записва игрови минути. На сметката си регистрира общо 34 мача за България.

## Треньорска кариера
Симеонов започва треньорската си кариера като помощник-треньор на Славия (София) в щаба на Атанас Пържелов през сезон 1975/76. След това преминава на работа в ДЮШ на клуба. През 1978 г. отново става помощник в мъжкия състав, този път на Христо Младенов, като остава на позицията до 1982 г. За трети път е помощник-треньор на Славия през сезон 1987/88 в щаба на Олег Базилевич.
През 1988 г. е назначен за старши треньор на Дунав (Русе). Под негово ръководство русенци завършват на 6-о място в А група през сезон 1988/89.

## Успехи
Славия (София)
- А група:
  -  Вицешампион: 1966/67
  -  Бронзов медалист (4): 1964/65, 1965/66, 1969/70, 1972/73

- Национална купа:
  -  Носител: 1965/66

- Купа на носителите на купи:
  - Полуфиналист: 1966/67

ЦСКА (София)
- А група:
  -  Вицешампион: 1973/74

Индивидуални
- Футболист № 1 на България: 1968 г.